# Eriosporium mesanthemi
Eriosporium mesanthemi är en svampart som först beskrevs av E. Müll., och fick sitt nu gällande namn av Vánky 2005. Eriosporium mesanthemi ingår i släktet Eriosporium och familjen Ustilaginaceae.   Inga underarter finns listade i Catalogue of Life.